# Summertime Blues/Heaven & Hell
Summertime Blues/Heaven & Hell è il 18° singolo del gruppo rock inglese The Who, pubblicato nel Regno Unito nel 1970.

## Tracce
Lato A
1. Summertime Blues – 3:27 (Eddie Cochran/Jerry Capehart)

Lato B
1. Heaven & Hell – 3:35 (John Entwhistle)